# Nitruro di vanadio
Il nitruro di vanadio o nitruro di vanadio(III) è il composto inorganico binario tra vanadio e azoto, con formula VN. In condizioni normali è un solido grigio-bruno.

## Sintesi
Il nitruro di vanadio può essere preparato per azione dell'azoto su una miscela di ossido di vanadio(III) (V2O3) e carbone a 1250 °C, o per reazione di vanadio metallico con azoto o ammoniaca a 900-1300 °C:
{\displaystyle {\ce {2V\,+\,N2\to 2VN}}}
{\displaystyle {\ce {2V\,+\,2NH3\to 2VN\,+\,3H2}}}
Il nitruro di vanadio si forma anche durante la nitrurazione dell'acciaio e ne aumenta la resistenza all'usura.

## Proprietà
Il nitruro di vanadio è un composto non stechiometrico, con un campo di omogeneità VN1,0–VN0,7. La struttura cristallina è tipo cloruro di sodio. Esiste anche un'altra fase V2N con campo di omogeneità VN0,5–VN0,37.
Il nitruro di vanadio, il carburo di vanadio (VC) e l'ossido di vanadio(II) (VO) hanno strutture analoghe e gli atomi di azoto, carbonio e ossigeno possono scambiarsi formando cristalli misti. Il nitruro di vanadio forma soluzioni solide con il nitruro di titanio (TiN) e il nitruro di niobio (NbN), e con il carburo di titanio (TiC), il carburo di niobio (NbC) e il carburo di tantalio (TaC).

## Reattività
Come la maggior parte dei nitruri metallici, anche il nitruro di vanadio è piuttosto inerte, ma reagisce con alcali formando ammoniaca ed è attaccato da acidi forti producendo azoto e idrogeno.

## Tossicità / Indicazioni di sicurezza
Il composto risulta nocivo per ingestione, inalazione o contatto cutaneo. Non ci sono evidenze di effetti cancerogeni. Non sono disponibili dati su effetti ambientali.